# UX/4800
UX/4800は、NECが自社のワークステーション及びサーバであるEWS4800及びUP4800向けに開発・提供したUNIXであり、それぞれに向け提供していたEWS-UXとUP-UXの統合シリーズで、1994年からリリースされた。当時としては、いち早く取り組んだ64Bit対応や他UNIXにまで影響を与えた32BitカーネルのAP空間比率の調整機能など先進的な機能を提供していた。

## 経緯
EWS-UXとUP-UXの統合という発展的な発表であったが、Windows系ワークステーションによるEWS4800シリーズの急速な売り上げ低下に伴う開発リソースの統合化・リストラクチャリングであった。
元々オフコンやACOS-2及びN5200など小型サーバ系に強いというNECの特性上、UX/4800は国産UNIXの最大ブランドとなっていたが、当時収束したUNIX戦争とその後のWindowsのシェアアップにより激化し始めていた商用UNIX生存競争の結果としての縮退であり、国産UNIXの斜陽化の現れであったようだ。
当時の国産UNIXは、UX/4800を筆頭に富士通のUXP/DSなどほとんどがSVR4をベースにしており、同ベースで当時としては価格性能比が高く、UNIX文化の中心的存在であったSunのSolarisに置き換えられ、急速に勢いを失っていく。
まるで、国産UNIXの生みの親であったΣプロジェクトが、その国産UNIXから見放されたときと同じように。
この1年程前までに、日立製作所/富士通は自社サーバと同列に外資ベンダのUNIXサーバをOEMで扱うようになっていたが、NEC自体もUP4800の性能向上を維持するには開発費の増大が見込まれたため機能強化が先細りとなり、1996年にHPのOEMを発表している。
その後、UX/4800及びUP4800の機能強化は細々と続けられたが、最終的に2002年のHP-UX互換ライブラリの提供、R12000の対応以降、基本的に凍結された。（スーパコンピュータ向けのSUPER-UXなどのみという形態で存続）

## バリエーション
UX/4800
32bit版。従来のEWS-UX/V(Rel4.2MP)とUP-UX/V(Rel4.2MP)を統合したもの
UX/4800(64)
64bit版。R10000およびそれ以降のプロセッサを搭載したシステムでのみ動作